# Турци в Саудитска Арабия
Турците в Саудитска Арабия (на турски: Suudi Arabistan Türkleri) са етническа група в Саудитска Арабия.

## История
От началото на 1970 г. икономическите отношения между Турция и Саудитска Арабия нарастват и се подобряват. През 1977 г. има 6500 броя турци в страната, от които 5000 са работници.

## Бизнес
В Саудитска Арабия има около 2100 магазина за фризьорски салони, 3200 ресторанта и 1900 магазина за мебели, чиито управители са турци.

## Религия
Религията на турците в страната е сунитски ислям.

## Известни личности
- Хаджи Калфа